# Bagrus
Bagrus és un gènere de peixos de la família dels bàgrids i de l'ordre dels siluriformes.

## Taxonomia
- Bagrus affinis (Jerdon, 1849)
- Bagrus agricolus (Jerdon, 1849)
- Bagrus auratus (Hyrtl, 1859)
- Bagrus bajad (Forsskål, 1775)[2]
- Bagrus caeruleus (Roberts & Stewart, 1976)[3]
- Bagrus degeni (Boulenger, 1906)[4]
- Bagrus docmak (Forsskål, 1775)[2]
- Bagrus filamentosus (Pellegrin, 1924)[5]
- Bagrus lubosicus (Lönnberg, 1924)[6]
- Bagrus meridionalis (Günther, 1894)[7]
- Bagrus orientalis (Boulenger, 1902)[8]
- Bagrus ubangensis (Boulenger, 1902)[8]
- Bagrus urostigma (Vinciguerra, 1895)[9][10][11][12][13][14][15][16][17][18]